# Саша Корбан
Олександр Корбан — український художник графіті . Його мурал у місті Маріуполь 2018 року із зображенням Мілани Абдурашитової, 3-річної дівчинки, яка пережила ракетний обстріл російської федерації, був знищений у 2022 році під час російської окупації Маріуполя.

## Життєпис
Корбан народився 12 березня 1987 року  у місті Хрестівка, Донецької області, Україна.
У 2006—2011 рр. працював шахтарем на шахті «Комсомолець Донбасу»
У серпні 2014 р. переїхав до Києва, де зараз живе і працює.

## Творчість
Фонд Sky Art описує інтерес Корбана до вуличного мистецтва як такий, що почався переважно у 2009 році.
Особливістю його творчості є зображення «characters» (картинок), а саме — портретів, а не шрифтів. Для його робіт характерне тісне переплетіння стилів і різних технік (фотореалізм, поп-арт, декоративний живопис, експресивний концептуалізм; аерозольні, олійні, акрилові фарби тощо).
Брав участь у фестивалях графіті: Newton Street Degustation (Харків, 2010), Space Jam (Миколаїв, 2011), Yalta Summer Jam (Ялта, 2011, 2012, 2013), КерамоГрафіті Фест (Опішня, Полтавщина, 2013, 2014). Паралельно з графіті-роботами починає створювати станкові твори для галерейних просторів.
Його роботи є в Миколаєві, Маріуполі, Одесі, Запоріжжі, Полтаві, на Донеччині, в Каховці. в Києві. Також створив мурали у Грузії, в Італії, Малайзії, Туреччині, Еміратах і в Іраку.

### Мурал Мілана
У вересні 2018 року Корбан намалював мурал з зображенням Мілани Абдурашитової на 15-поверховому будинку у місті Маріуполь. Мілана та її мати постраждали від ракетного удару, здійсненого армієй Російськой Федерації у 2015 році. Мати Абдурашитової захистила її, в результаті чого вона померла, але врятувала життя Мілани. Дівчині ампутували одну ногу. Абдурашитова отримала реабілітаційну підтримку від Фонду Ріната Ахметова. Мурал Олександра Корбана, відомий як «Мілана», став символом для мешканців Маріуполя.
Корбан описував Абдурашитову як «сильнішу за будь-яку війну», з «маленьким, але хоробрим серцем, яке все перемогло», та як «справжній символ надії». Видання Street Art United States описало обличчя Абдурашитової на муралі як «приклад фірмового стилю Олександра Корбана з виразними обличчями, майже наративними у своєму реалізмі». У ньому Мілану описували як «втілення гордого стоїцизму, що протистоїть катастрофі… Абдурашитова виявляє не страх, а спокій».
Після повномасштабного вторгнення Росії в Україну 24 лютого 2022 року, мурал у Мілані був зафарбований під час російської окупації Маріуполя . Під час окупації в Маріуполі італійський художник Йоріт також намалював мурал із зображенням австралійської дівчинки. Видання Il Giornale та італійський сайт журналістських розслідувань Valigia Blu розкритикували мурал Йоріта, стверджуючи, що художник описав його як такий, що стосується «ракет НАТО», тоді як бомби, які вбили дітей у Маріуполі, були російськими, а також у зв'язку зі знищеним муралом Корбана.

### Інші роботи
У квітні 2021 року Корбан створив мурал «Трохи магії» під мостом у Києві.
Наприкінці 2022 року на будівлі навпроти російського посольства в Тбілісі намалював мурал із зображенням жінки в традиційному одязі. Мурал був частиною Тбіліського фестивалю муралів 2022 року та вважався символом російського вторгнення в Україну.
У 2025 році у Хмельницькому, у рамках масштабної кампанії зі збору коштів «НаKILL ворога: Підтримай перших на рубежі!», створено мурал «Перші, з честю!», присвячений прикордонникам, які щодня тримають український рубіж.

## Галерея

Мурал на Дарницькому мосту. Київ
Мурал «Все буде Україна!» (квітень 2022). Оболонь
Мурал на Дарницькому мосту. Київ